# Théorème de Favard
En mathématiques, le théorème de Favard, aussi appelé théorème de Shohat–Favard, d'après Jean Favard et James Shohat (en), affirme qu'une suite de polynômes satisfaisant une certaine relation de récurrence à trois termes est une suite de polynômes orthogonaux.

## Historique
Le théorème fut publié dans le cadre de la théorie des polynômes orthogonaux par Jean Favard en 1935 et (indépendamment, sous une forme plus précise) par James Shohat (en) en 1938, mais un résultat essentiellement équivalent avait été obtenu longtemps auparavant par Stieltjes dans l'étude des fractions continues (généralisées), et redécouvert à plusieurs reprises avant les travaux de Favard.

## Énoncé
Soit y0 = 1, y1, ... une suite de polynômes avec yn de degré n. Si c'est une suite de polynômes orthogonaux, elle vérifie une relation de récurrence à trois termes. Le théorème de Favard en est essentiellement la réciproque, énonçant que si la suite vérifie une relation de récurrence de la forme
{\displaystyle y_{n+1}=(x-c_{n})y_{n}-d_{n}y_{n-1}}
(les cn et dn étant des constantes réelles quelconques), alors il existe une forme linéaire Λ vérifiant Λ(1) = 1 telle que les polynômes yn forment une suite « orthogonale » pour Λ, c'est-à-dire que Λ(ymyn) = 0 si m ≠ n.
Avec ces conditions, Λ est unique, et est définie par Λ(1) = 1, Λ(yn) = 0 si n > 0.
Λ vérifie {\displaystyle \Lambda (y_{n}^{2})=d_{n}\Lambda (y_{n-1}^{2})} ; la forme bilinéaire {\displaystyle (y,y')\mapsto \Lambda (yy')} est donc définie positive si et seulement si les dn sont positifs ; Λ(y) est alors la projection orthogonale de y sur l'espace des constantes, pour le produit scalaire ainsi défini.
Shohat a démontré en 1938 que lorsque les dn sont positifs, on peut écrire {\displaystyle \Lambda (y)=\int y\,{\rm {d}}g} pour une fonction croissante {\displaystyle g} convenable (l'intégrale étant prise au sens de Stieltjes), ce qui achève d'identifier les yn à des polynômes orthogonaux.